# Potamogeton marianensis
Potamogeton marianensis là một loài thực vật có hoa trong họ Potamogetonaceae. Loài này được Cham. & Schltdl. miêu tả khoa học đầu tiên năm 1827.